# Samsung Galaxy S4
Das Samsung Galaxy S4 (GT-I9500, GT-I9505, GT-i9506 und GT-I9515) ist ein Smartphone, das vom Hersteller Samsung am 14. März 2013 in New York vorgestellt wurde. Im Vergleich zum Vorgängermodell Samsung Galaxy S III hat es neue Softwarefunktionen, Sensoren, einen größeren Bildschirm mit Full-HD-Auflösung und berührungsloser Fingererkennung, eine 13-Megapixel-Kamera, eine in 1080p (Full HD) Filmende Vorderkamera, sowie eine verbesserte Hardwareleistung und erweiterte Sensorik. Das Smartphone war seit dem 27. April 2013 in Deutschland verfügbar. Bis zum 23. Mai 2013 wurden weltweit mehr als zehn Millionen Geräte abgesetzt, bis zum 24. Oktober 2013 40 Millionen.
Mit 80 Millionen verkauften Exemplaren zählt das Galaxy S4 zu den meistverkauften Smartphones.
Am 24. Februar 2014 wurde auf dem GSMA Mobile World Congress in Barcelona das Nachfolgemodell Galaxy S5 vorgestellt. Verkaufsende des Samsung Galaxy S4 war der 25. Februar 2016. Samsung bietet das S4 seit diesem Tag nicht mehr auf der eigenen Website an.

## Design
Das Design des Galaxy S4 sieht dem Vorgänger ähnlich, wobei die Proportionen geändert und die seitlichen Biegungen geradliniger wurden. Der Rahmen ober- und unterhalb des Bildschirms ist beim Galaxy S4 gleich hoch. Auch der Gehäuserand neben dem Bildschirm wurde verändert und ist um rund 30 Prozent kleiner als beim Vorgänger. Der Anteil des Bildschirms an der Gesamtoberfläche des Geräts beträgt 72,1 %. Das Oberflächenmuster wurde ebenfalls leicht angepasst. Das Gehäuse besteht weiterhin aus Kunststoff (Polycarbonat). Der Abstand zwischen dem Bildschirm und dem Home-Button entfällt fast komplett; der Home-Button hat nun eine horizontale Symmetrieachse und ist größer geworden.
Es ist in den Farben weiß („white frost“), schwarz („black mist“), tiefschwarz („deep-black“), blau („blue artic“), rot („red aurora“), braun („brown autumm“), pink („pink twilight“), und violett („purple mirage“, nur LTE+) verfügbar. Samsung gab am 26. September 2013 bekannt, zwei goldfarbene Modelle auf den Markt bringen zu wollen. Unter anderem durch die entfernbare Plastikabdeckung ist das S4 das erste TCO-zertifizierte Smartphone.

## Bildschirm
Das Smartphone besitzt einen fünf Zoll großen Super-AMOLED-Bildschirm (RG-RGB-PenTile-Matrix) mit Full-HD-Auflösung (1920 × 1080 Pixel, 1080p). Damit ergibt sich eine Pixeldichte von 441 Pixeln pro Zoll (ppi).

## Bedienung
Die Bedienung des Galaxy S4 geschieht neben dem Touchscreen über die Lautstärketasten, den Ein-/Aus-Knopf, den Home-Knopf sowie die zwei kapazitiven Tasten seitlich links und rechts davon. Die beiden kapazitiven Navigationstasten neben der Home-Taste sind, wie bei allen Galaxy-S- und Note-Geräten außer dem ersten Galaxy S, hintergrundbeleuchtet.
Die Möglichkeit zum Aufstufen der Berührungsempfindlichkeit des Bildschirms wurde eingeführt und soll Bedienung mit Handschuhen ermöglichen.

## Prozessor
Das Galaxy S4 wird je nach Region mit einer unterschiedlichen Prozessorausstattung ausgeliefert. Erhältlich sind zwei Achtkernvarianten mit einem 1,6-GHz-Exynos-Prozessor von Samsung sowie zwei Vierkernvarianten mit einem Qualcomm-Prozessor mit 1,9 GHz Taktfrequenz (Snapdragon 600 APQ8064T) und einem Qualcomm-Prozessor mit 2,3 GHz Taktfrequenz (Snapdragon 800), wobei die Snapdragon-800-Version des S4 auch LTE-Advanced unterstützt. Das S4 ist in Deutschland momentan mit dem Snapdragon-S600-Prozessor und unter dem Namen „Samsung Galaxy S4 LTE+“ ﴾GT-i9506﴿ auch mit dem vom Note 3 N9005 bekannten Snapdragon-800-Prozessor erhältlich.

## Kamera
Die Hauptkamera besteht aus einem 1/3,06 Zoll (8,3 mm) großen Active Pixel Sensor vom Typ IMX135 (GT-i9500) bzw. IMX091PQ (GT-i9505/9515) von Sony und löst mit 13 Megapixeln (4128×3096) auf. Die Blendenöffnung der Hauptkamera beträgt ƒ/2,2.
Das Gerät filmt in 1080p (Full HD) bei 30 Bildern pro Sekunde und Zeitlupenvideos mit 450p bei 120 Bildern pro Sekunde, letzteres ohne Tonspur.
Während der Videoaufnahme in 1080p lassen sich Standbilder mit 9,6 Megapixeln (4128×2322 Pixeln) aufnehmen.
Die Innenkamera löst mit 2.1 Megapixeln auf und kann in derselben Auflösung (1080p) filmen.

## Weitere Ausstattung
Durch die Ausstattung mit einem Infrarot-Sender lässt sich das Galaxy S4 als Universalfernbedienung für Mediengeräte wie beispielsweise DVD-Player oder Fernseher einsetzen. Gegenüber dem Galaxy S3 wurde kein spezieller UKW-Radio-Chip mehr verbaut.
Des Weiteren verfügt das Galaxy S4 als einziges Mobiltelefon in der Samsung-Galaxy-S-Reihe über Sensorik zur Messung von Temperaturen (Thermometer) und Luftfeuchtigkeit (Hygrometer).

## Software

### Betriebssystem
Auf dem Smartphone läuft Android (4.2.2 „Jelly Bean“) mit Samsungs eigener Benutzeroberfläche TouchWiz-„Nature UX“. Seit Mitte März 2015 liefert Samsung die neue Android-Version Android (5.0.1 „Lollipop“) für das Galaxy S4 über Kies und über Over-the-Air-Updates aus.

### Bedienung
Neben einem neuen Softwaredesign fügt Samsung somit neue Funktionen und Apps zusätzlich zu dem bestehenden Android hinzu. So wird ein Video automatisch pausiert, wenn der Nutzer vom Bildschirm wegschaut. Außerdem kann mit einem Wisch mit der Hand über den Bildschirm im Webbrowser gescrollt werden.
Mit der neuen Gestensteuerung „Air View“ kann das Gerät mit dem Finger wenige Millimeter über dem Bildschirm gesteuert werden. So kann zum Beispiel eine Vorschau der Videoinhalte über den Fortschrittsbalken im Videowiedergabeprogramm gezeigt werden.

### Kameraanwendung
In der Kamera-App können Videos und Fotos mit der Front- und Hauptkamera simultan aufgenommen werden, jedoch in derselben Videospur, anstatt 2 verschiedene Spuren in derselben Videodatei zu erstellen, was dazu führt, dass ein kleines Fenster der jeweils anderen Kamera einen kleinen Ausschnitt des Sichtfelds bedeckt. Serienbilder sind in voller Auflösung möglich, allerdings in jeder anwählbaren Auflösung auf 20 Bildern begrenzt.
Während der Videoaufnahme in 1080p lassen sich Standbilder mit einer Auflösung von 9,6 Megapixeln aufnehmen.

### Unterstützung fürCyanogenMod
Die Entwicklergruppe „TeamHacksung“, welche bereits in der Vergangenheit die alternative Firmware CyanogenMod auf viele Samsung-Smartphones portiert hat, gab zunächst bekannt, dass sie für das Galaxy S4 keine alternative Firmware bereitstellen würden, da die Beschaffung der dafür notwendigen Informationen wie Treiber und Quelltext des Kernels sich als zu mühsam erweise. Zudem habe sich Samsung ihren Angaben zufolge in der Vergangenheit als unkooperativ erwiesen, was die Unterstützung der Entwicklergemeinde betreffe. Einige Wochen später mehrten sich aber Hinweise darauf, dass dennoch an einer Portierung gearbeitet würde. Im November 2013 wurde schließlich eine erste stabile Version veröffentlicht.
Nutzer des Galaxy S4 bekamen in bestimmten Fällen kostenlos 48 GB zusätzlichen Speicherplatz beim Anbieter Dropbox für bis zu zwei Jahre zur Verfügung gestellt.

## Varianten
Die einzelnen Varianten des S4 können anhand der Modellnummern unterschieden werden. Einige Varianten sind außerdem über Namenszusätze erkenntlich.

### GT-I9500
Die Basisvariante GT-I9500 hat einen Octa-Core 1,6-GHz-Prozessor und verfügt über UMTS-Fähigkeiten, aber nicht über LTE.

### GT-I9505 und I9515
Die Modelle GT-I9505 und die „Value-Edition“ GT-I9515 besitzen einen Quad-Core 1,9-GHz-Prozessor Snapdragon S600 und zusätzlich ein LTE-Modul.

### GT-I9506 LTE+/LTE-A
Das Modell GT-I9506 ist zusätzlich LTE-Advanced-fähig und verfügt über den Snapdragon 800er-Quad-Core, welcher mit 2,3 GHz eine höhere Systemleistung erreicht. Es unterstützt, wie das Galaxy Note 3, den Mobilfunkstandard LTE CAT4 und war zunächst nur in Südkorea erhältlich. Seit Anfang Dezember 2013 wird es in Deutschland – exklusiv von den Netzbetreibern T-Mobile und Vodafone – vertrieben. Die GT-i9506-Variante kam mit Android 4.3 auf den Markt. Es sind Aktualisierungen auf Android 4.4.2 KitKat und Android 5.0.1 Lollipop verfügbar.
Die Standard-Kamera-App kann, trotz Snapdragon 800, keine 4K-Videos, wie beim Note 3 aufnehmen, obwohl das Note 3 und das S4 über identische Kameraobjektive und Bildsensoren verfügen. Auch die 1080p@60fps-Aufnahmefunktion entfällt, jedoch lassen sich mit der GT-i9506 Zeitlupenvideos mit 120 fps wie beim Note 3 in 720p-HD-Auflösung mit 1280 × 720 Pixeln aufnehmen, während das normale S4 GT-i9505 und GT-i9515 mit 800 × 450 Pixeln aufnimmt.

### Google-Play-Edition
Am 15. Mai 2013 wurde auf der Google I/O 2013 die „Google Play Edition“ (GT-I9505G) des S4 vorgestellt, welche anstatt Samsungs TouchWiz-Oberfläche mit der normalen Android-4.2-Oberfläche und ohne jegliche Sperren ausgeliefert wird. Die Android-Versionen 4.3 und 4.4 wurden kurz nach deren Vorstellung für diese Version freigegeben. Das Google-S4 wurde auf der Website von Google Play verkauft, wo es ab dem 26. Juni vorerst nur in den USA mit 16 GB Speicher erhältlich war. Es entspricht technisch dem Modell GT-I9505 (Qualcomm LTE).

### S4 mini
Auf einem Presse-Event in London am 20. Juni 2013 wurden das „Galaxy S4 Mini“ und die beiden folgenden Modelle vorgestellt. Das Galaxy S4 Mini (GT-I9195 und GT-I9195I; für die USA auch als Duos GT-I9192) stellt die kleinere 4,3"-Variante des S4 dar und ist Nachfolger des Samsung Galaxy S III mini. Auch in den weiteren Leistungsdaten gibt es Unterschiede zum Standardmodell.

### S4 Active
Das „Galaxy S4 Active“ (GT-I9295) ist die gegen zeitweiliges Untertauchen geschützte, staubdichte sowie stoßgeschützte Variante des S4 (IP67), die rund 33 g schwerer und in allen Dimensionen minimal größer ist. Das Display ist jedoch wie beim S4 Mini nur durch Gorilla Glas 2 geschützt, während alle anderen Varianten über das Gorilla Glas der dritten Generation verfügen. Die Menü- und die Zurück-Taste sind als mechanische Tasten ausgeführt. Weiterhin ist statt des AMOLED- ein TFT-Display mit identischer Auflösung verbaut. Die Kamera hat gegenüber dem Standardmodell (13 MP) mit 8 MP eine geringere Auflösung. Die Frontkamera hat dieselben Spezifikationen wie beim Standardmodell (GT-i9505, i9506 und i9515) und beim Galaxy S5 und auch Note 3.

### S4 Zoom

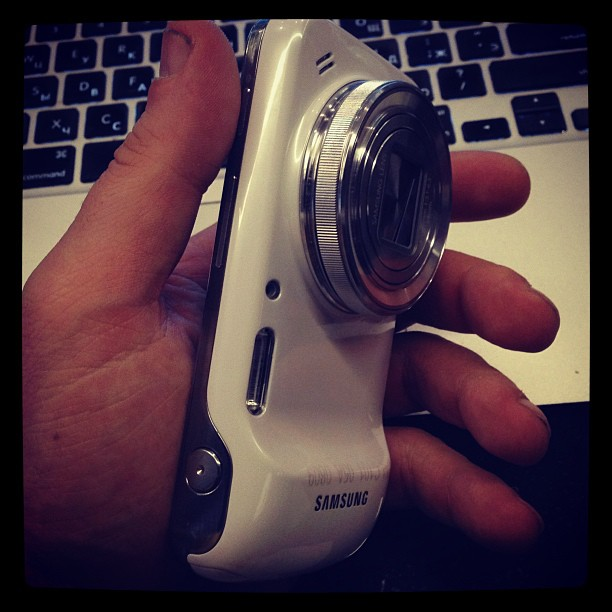
Objektiv und Xenon-Blitzlicht des Gerätes

Das „Galaxy S4 Zoom“ (SM-C101) besitzt im Vergleich zum Standardmodell eine höhere Kameraauflösung mit 16 MP sowie einem optischen Weitwinkel-10-fach-Zoomobjektiv mit einer kleinbildäquivalenten Brennweite von 24 mm bis circa 240 mm. Außerdem besitzt das Gerät einen Xenonblitz mit mehr Leuchtkraft als Leuchtdioden herkömmlicher Telefone und einen optischen Bildstabilisator. Die Kameraanwendung wurde mit weiteren Funktionen bzw. Aufnahmemodi ergänzt. Zudem ist der 1/2.33-Zoll-Sensor größer als der 1/3-Zoll-Sensor, beim S4 und Galaxy Note 3. Daher verfügen die einzelnen Pixel des Sensors über eine größere Fläche. Dieses Modell besitzt jedoch einen schwächeren Prozessor (Pega-Dual +XMM6262, 1,5-GHz-Dual-Core) mit 1,54 GByte Arbeitsspeicher und einen kleineren Bildschirm mit 4,3 Zoll und 960 × 540 Pixeln (qHD) und einer Pixeldichte von 256 ppi. Die Arbeitsspeicherkapazität, Displaygröße, Auflösung und Pixeldichte sind identisch mit dem Galaxy S4 Mini.
Es kann neben 1080p bei 30 Bildern in der Sekunde auch in 720p mit 60 Bildern in der Sekunde filmen.

### S4 Value Edition
Das Samsung Galaxy S4 Value Edition GT-I9515 VE ist eine technisch fast identische Variante des Galaxy S4 GT-I9505. Allerdings wird es bereits ab Werk mit Android 4.4.2 KitKat ausgeliefert. Eine weitere Besonderheit ist die schwarze Variante mit einer Rückseite aus Lederimitat und die silberne Variante im Metall-Look.

## Zubehör

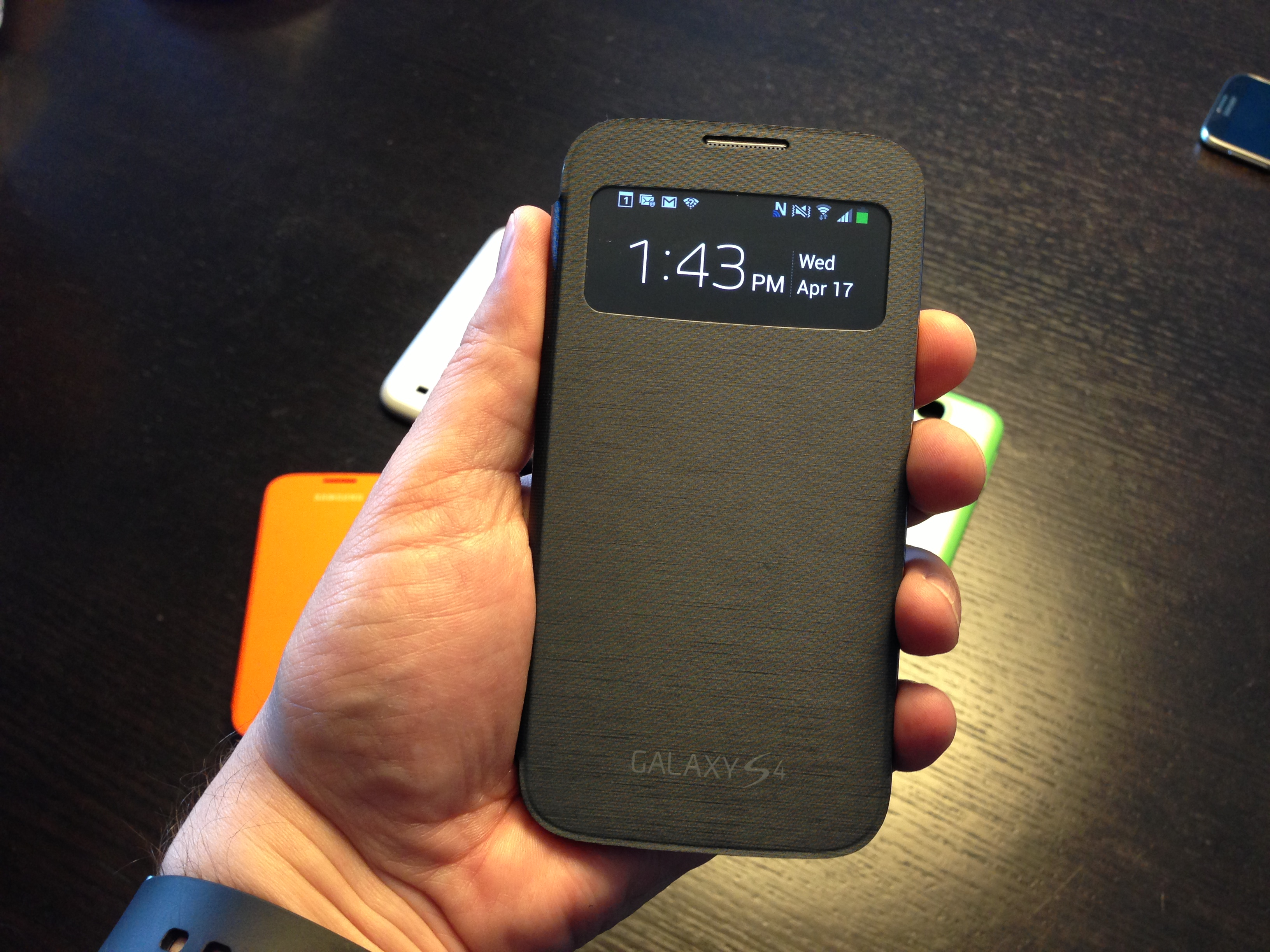
Samsung Galaxy S4 mit schwarzer „S-View“-Hülle

Zusammen mit dem Galaxy S4 wurde auch spezielles Zubehör für das Smartphone vorgestellt. Durch bestimmte Apps sollen diese Geräte mit dem Telefon interagieren können und dem Nutzer das alltägliche Leben vereinfachen. Dies steht auch unter dem Prinzip des Mottos „Life Companion“. Als Zubehör wurden eine Waage, die zudem auch Körperfett messen kann, ein Armband mit verschiedenen Sensoren und Schrittzähler („S-Band“) sowie ein Herzfrequenz- beziehungsweise Pulsmesser vorgestellt. Zudem wurde noch ein spezielles Gamepad für die Steuerung von Spielen veröffentlicht. Das Handy wird in einer speziellen Halterung am Gamepad befestigt. Diese Geräte kommunizieren mithilfe von Bluetooth mit dem Smartphone.
Außerdem wurden verschiedene Hüllen von Samsung angekündigt: So wird es ein „Protective-Cover“ in verschiedenen Farben aus Polycarbonat, ein „Flip-Cover“ mit aufklappbarem Deckel, ein Pouch, ein Cover zum drahtlosen Aufladen des Akkus nach dem Qi-Standard und ein sogenanntes „S-View“-Cover mit einer Aussparung im oberen Bereich des Displays für Benachrichtigungen geben.